# Classe Moltke
A Classe Moltke foi uma classe de cruzadores de batalha operada inicialmente pela Marinha Imperial Alemã, mas também pela Marinha Otomana e depois pela sucessora Forças Navais Turcas. Era composta pelo SMS Moltke e SMS Goeben. Suas construções começaram em 1908 e 1909 nos estaleiros da Blohm & Voss em Hamburgo, foram lançados ao mar em 1910 e 1911 e comissionados na frota alemã em 1911 e 1912. O projeto dos navios foi muito baseado no predecessor SMS Von der Tann, mas incorporando alguns pequenos melhoramentos como um esquema de blindagem mais pesado e também um poder de fogo maior por meio de uma torre de artilharia principal a mais.
Os cruzadores de batalha da Classe Moltke eram armados com uma bateria principal composta por dez canhões de 283 milímetros montados em cinco torres de artilharia duplas. Tinham um comprimento de fora a fora de 186 metros, boca de 29 metros, calado de nove metros e um deslocamento carregado de mais de 25 mil toneladas. Seus sistemas de propulsão eram compostos por 24 caldeiras a carvão que alimentavam quatro conjuntos de turbinas a vapor, que por sua vez giravam quatro hélices até uma velocidade máxima de 25 nós (46 quilômetros por hora). Os navios também eram protegidos por um cinturão principal de blindagem que tinha entre cem e 270 milímetros de espessura.
Os dois navios tiveram inícios de carreira tranquilos que consistiriam principalmente em exercícios de rotina e viagens internacionais. A Primeira Guerra Mundial começou em 1914 e o Goeben atuou durante todo o conflito como parte da Frota de Alto-Mar. Participou da maioria das ações navais alemãs, incluindo várias incursões contra o litoral britânico e as Batalhas de Dogger Bank e Golfo de Riga em 1915, a Batalha da Jutlândia em 1916 e a Operação Albion em 1917. A Alemanha foi derrotada no final de 1918 e o navio internado em Scapa Flow. Ficou no local até ser deliberadamente afundado em meados de 1919, com seus destroços sendo reflutuados em 1927 e depois desmontados.
O Goeben por sua vez estava no Mar Mediterrâneo quando a guerra começou, escapando de uma frota da Marinha Real Britânica e fugindo para Constantinopla. Foi transferido para o Império Otomano e renomeado para Yavuz Sultan Selim, atuando principalmente no Mar Negro em várias operações contra a Marinha Imperial Russa, incluindo na Batalha do Cabo Saric no final de 1914. Ele foi mantido pelo Império Otomano e depois pela sucessora Turquia após o fim da guerra, sendo renomeado para TCG Yavuz em 1936. Seu restante de carreira foi tranquilo e sem incidentes, servindo até ser descomissionado no final de 1950. Permaneceu inativo na reserva até ser desmontado entre 1973 e 1976.

## Desenvolvimento
O comando da Marinha Imperial Alemã começou a considerar ideias para um novo cruzador de batalha e a questão do armamento principal logo veio à tona. O anterior SMS Von der Tann tinha sido armado com canhões de 283 milímetros, como os contemporâneos couraçados da Classe Nassau. Armas de 305 milímetros tinham sido adotadas para os couraçados seguintes, a Classe Helgoland, a fim de se igualar às suas contrapartes da Marinha Real Britânica, assim o Escritório Geral Naval queria usar estes mesmos canhões para o novo cruzador de batalha, chamado provisoriamente de "G". O Escritório de Construção preferia manter as mesmas armas do Von der Tann, mas aumentar seu número de oito para dez. O escritório argumentou seria mais prudente aumentar o número de canhões em vez de seu tamanho pela superioridade numérica das forças de reconhecimento britânicas. O Departamento Geral da Marinha argumentou que armas de 305 milímetros seriam necessárias caso fosse exigido que o navio lutasse na linha de batalha.
Vários projetos preliminares foram preparados com configurações diferentes de armamentos e outros elementos, incluindo um navio com oito canhões de 305 milímetros, um com dez armas de 283 milímetros e uma alternativa com oito de 283 milímetros mas com um esquema de blindagem aprimorado. O almirante Alfred von Tirpitz, na época o Secretário de Estado do Escritório Imperial Naval, concordou com o Escritório de Construção e recomendou a versão com dez canhões de 283 milímetros, que foi aprovada em 28 de maio de 1907 pelo imperador Guilherme II. Em seguida, o Escritório de Construção exigiu que o novo navio tivesse uma blindagem igual ao superior à do Von der Tann e uma velocidade máxima de pelo menos 24,5 nós (45,4 quilômetros por hora). Os trabalhos na embarcação atrasaram significativamente, pois a equipe de projeto estava ocupada finalizando a Classe Helgoland, mas mesmo assim vários refinamentos puderam ser feitos ao projeto de "G". Estes incluíram a adição de mais dois canhões secundários de 149 milímetros, a remoção de quatro canhões de 88 milímetros de posições consideradas impraticáveis e substituição dos planejados mastros de treliça por leves mastros de poste. Além disso, a cidadela blindada foi revisada, a espessura da blindagem aumentada e loteamentos de munição ampliados, o que causou grandes aumentos no deslocamento.

## Projeto

### Características

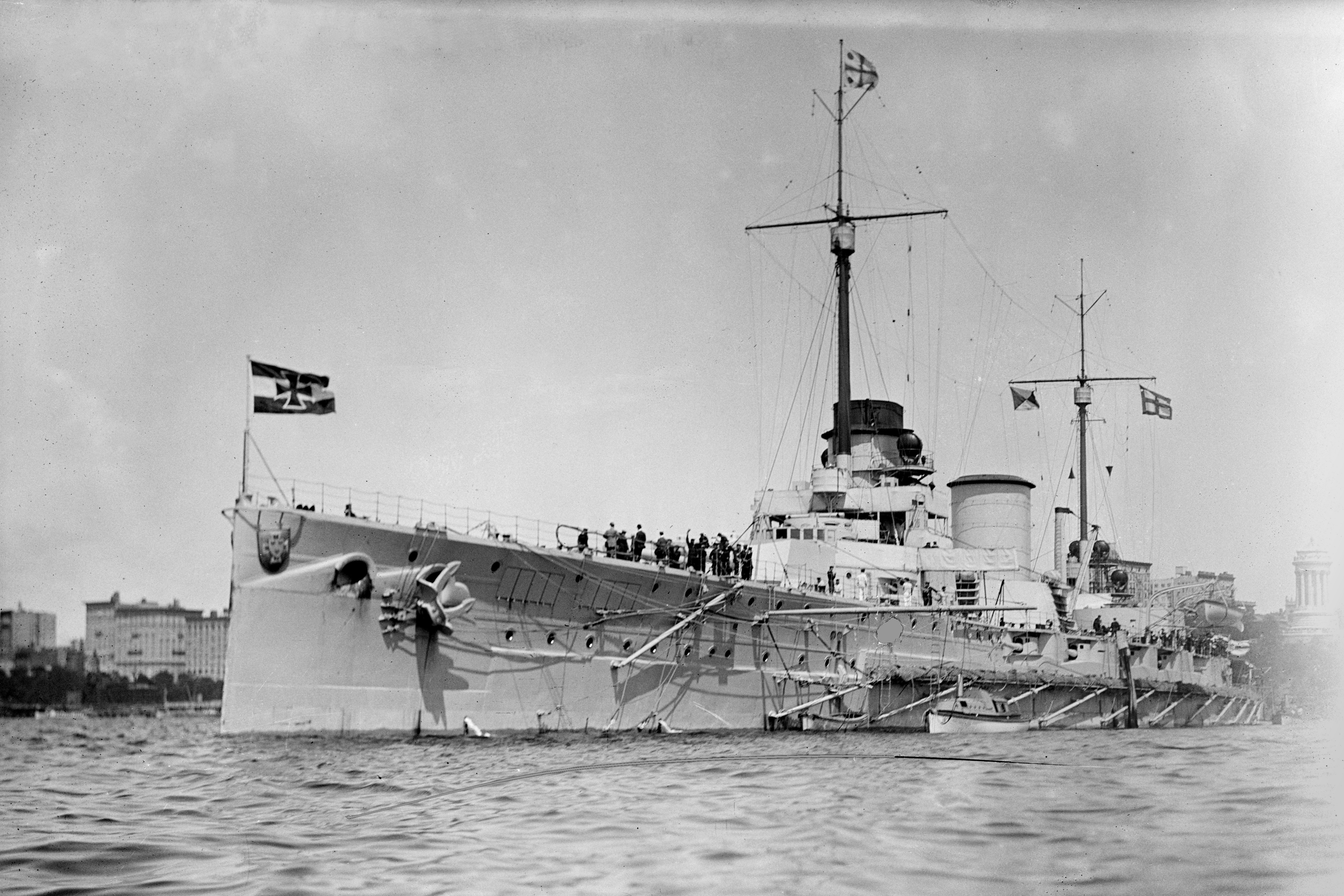
O Moltke em 1912

Os navios da Classe Moltke tinham  186,6 metros de comprimento de fora a fora, uma boca de 29,4 metros e um calado máximo de 9,19 metros. O deslocamento normal era de 22 979 toneladas, enquanto o deslocamento carregado era de 25,4 mil toneladas. Seus cascos eram subdivididos em quinze compartimentos estanques e tinha um fundo duplo que cobria 78 por cento do comprimento da quilha. Tinham um castelo de proa longo com quase o mesmo comprimento dos navios, terminando a ré da quarta torre de artilharia. A superestrutura era pequena, consistindo de uma grande torre de comando blindada à vante e uma torre de comando menor à ré.
A direção era controlada por dois lemes posicionados um atrás do outro. Foi considerado que os dois navios eram bem estáveis e possuíam movimentos gentis mesmo quando enfrentando mares bravios. Entretanto, eram lentos para responder ao timão e não eram muito manobráveis. Eles perdiam até sessenta por cento da sua velocidade e alteavam até nove graus com os lemes virados totalmente. Tinham uma tripulação padrão de 43 oficiais e 1 010 marinheiros. O Moltke serviu como capitânia do I Grupo de Reconhecimento e isto aumentou sua tripulação em treze oficiais e 62 marinheiros, mas quando capitânia do segundo em comando a tripulação crescia em três oficiais e 25 marinheiros. Os dois navios levavam vários pequenos barcos, incluindo um barco de piquete, três barcaças, dois escaleres, dois yawls e dois botes.

### Propulsão
O sistema de propulsão consistia em 24 caldeiras Schulz-Thornycroft a carvão divididas em quatro salas de caldeiras e que alimentavam quatro turbinas a vapor Parsons, cada uma girando uma hélice. Cada caldeira tinha um tambor de vapor e três de água, funcionando a uma pressão de dezesseis atmosferas. Sua exaustão ocorria por duas grandes chaminés espaçadas. As caldeiras foram suplementadas após 1916 com borrifadores de óleo de piche para aumentar a taxa de queima do carvão de lignito de baixa qualidade disponível na Alemanha. As turbinas ficavam dividas em pares de alta e baixa pressão. As de baixa pressão giravam as hélices internas e ficavam na sala de máquinas de ré. As de alta pressão giravam as hélices externas e ficavam em salas à vante e nas laterais daquelas de baixa pressão. Cada hélice tinha 3,74 metros de diâmetro.
A potência indicada era de 52 mil cavalos-vapor (38,2 mil quilowatts) para uma velocidade máxima de 25,5 nós (47,2 quilômetros por hora). Entretanto, o Moltke alcançou 85 782 cavalos-vapor (63 075 quilowatts) e uma velocidade de 28,4 nós (52,6 quilômetros por hora) durante seus testes marítimos, já o Goeben alcançou valores de potência e velocidade máxima apenas ligeiramente menores que seu irmão. Tinham uma autonomia de 4 120 milhas náuticas (7 630 quilômetros) a uma velocidade de catorze nós (26 quilômetros por hora). A energia elétrica dos navios provinha de seis turbogeradores que produziam 1,2 mil quilowatts a 225 volts. As embarcações foram projetadas para carregarem mil toneladas de carvão, mas na prática podiam armazenar até 3,1 mil toneladas. O consumo de combustível nos testes forçados de seis horas foi de 667 gramas por cavalos-vapor por hora a uma potência de 76 795 cavalos-vapor para o Moltke, enquanto para o Goeben foi de 712 gramas por cavalos-vapor por hora a 71 275 cavalos-vapor.

### Armamento

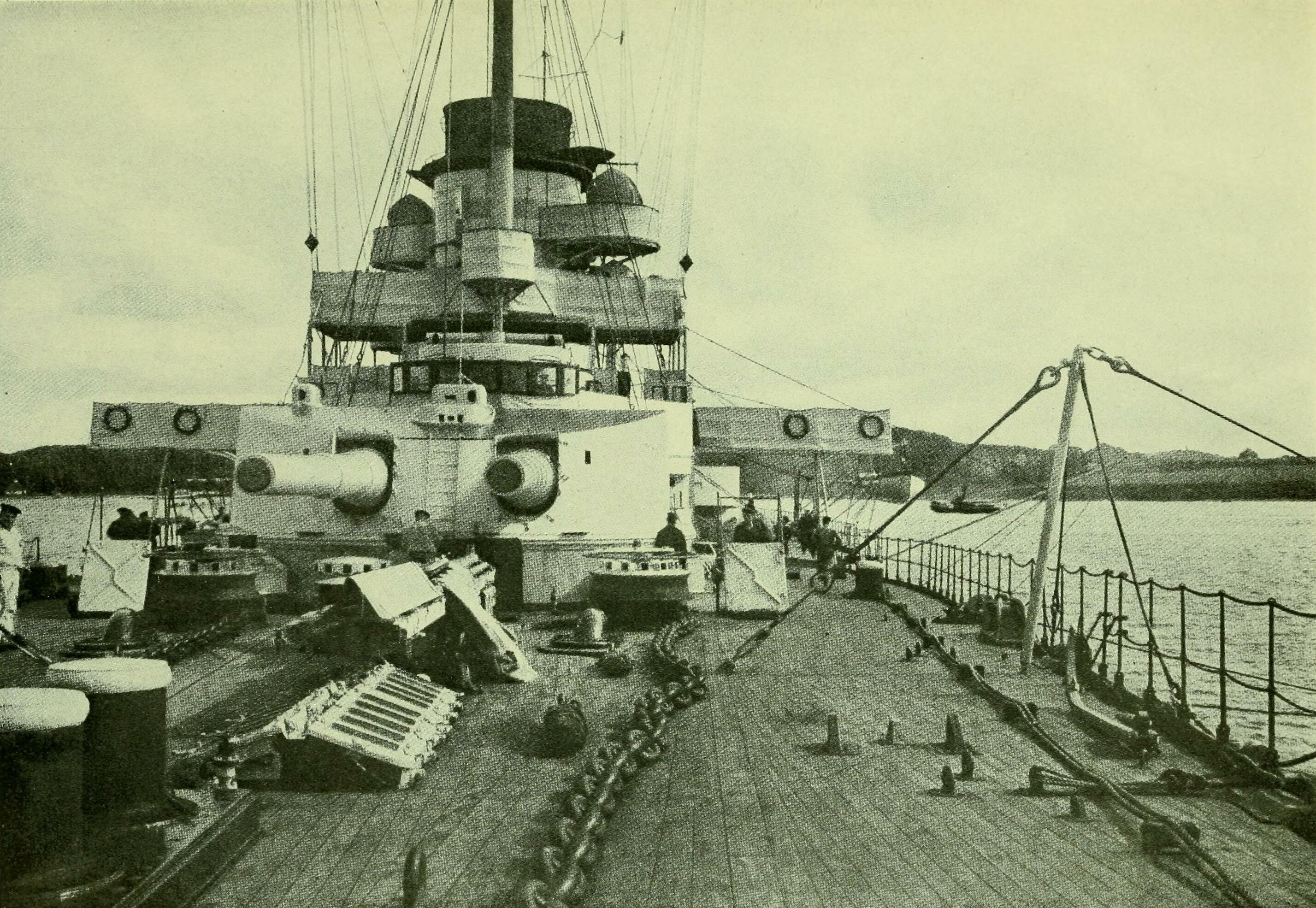
A torre Anton do Goeben

O armamento principal era composto por dez canhões calibre 50 de 283 milímetros em cinco torres de artilharia duplas Drh.L C/1908. Os canhões tinham uma elevação máxima de 13,5 graus, que era 7,5 graus a menos do que a das armas do Von der Tann, consequentemente o alcance máximo era ligeiramente menor, 18,1 contra 18,9 quilômetros. A elevação foi aumentada para dezesseis graus durante uma reforma em 1916, aumentando o alcance em um quilômetro. Uma torre de artilharia chamada Anton ficava à vante, duas chamadas Bruno e Cäsar ficavam à meia-nau en echelon, e duas chamadas Dora e Emil ficavam à ré, com Dora sobreposta a Emil. Os canhões disparavam projéteis perfurantes e semiperfurantes de 302 quilogramas. Tinham uma cadência de tiro de três disparos por minuto e uma velocidade de saída de 895 metros por segundo. O carregamento total era de 810 projéteis por navio.
O armamento secundário tinha doze canhões calibre 45 de 149 milímetros em montagens MPL C/06 dentro de casamatas. O número total de projéteis era de 1,8 mil, ou 150 por canhão. Tinham inicialmente um alcance de 13,5 quilômetros, mas isto foi depois aumentado para 18,8 quilômetros. Havia também doze canhões de 88 milímetros para defesa contra barcos torpedeiros e contratorpedeiros, mas estas foram depois removidas, com aquelas que ficavam na superestrutura de ré sendo substituídas por quatro canhões antiaéreos calibre 45 de 88 milímetros.
Tanto o Moltke quanto o Goeben também foram armados com quatro tubos de torpedo de quinhentos milímetros: um à vante, um à ré e um em cada lateral. Tinham um carregamento de onze torpedos do modelo G/7, que pesava 1 365 quilogramas e carregava uma ogiva de 195 quilogramas de trinitrotolueno. Estes torpedos possuíam duas configurações de alcance e velocidade: 9,3 quilômetros a 27 nós (cinquenta quilômetros por hora) ou quatro quilômetros a 37 nós (69 quilômetros por hora).

### Blindagem
A blindagem era feita de aço cimentado e aço-níquel Krupp, com nível geral de proteção da Classe Moltke tendo sido aumentado em relação ao predecessor Von der Tann. O cinturão principal de blindagem tinha 270 milímetros de espessura à meia-nau na região da cidadela blindada, reduzindo para cem milímetros à vante e à ré. As casamatas eram protegidas por 150 milímetros verticalmente e por tetos de 350 milímetros. A torre de comando de vante tinha laterais de 350 milímetros, enquanto a torre de ré tinha uma blindagem de duzentos milímetros. As torres de artilharia tinham frentes de 230 milímetros, alterais de 180 milímetros e tetos de noventa milímetros. A blindagem do convés, anteparas antitorpedo e barbetas era de cinquenta milímetros, mas em áreas menos críticas a espessura da antepara antitorpedo se reduzia para trinta milímetros.

## Navios
A Marinha Imperial originalmente planejou construir apenas um navio, mas foi decidido construir dois pela sobrecarga sobre a equipe de projeto. Foram designados pelos nomes de contrato de "Cruzador G" e "Cruzador H". O estaleiro da Blohm & Voss em Hamburgo fez o lance mais baixo para construir o "G" e assim também recebeu o contrato para a construção do "H". O primeiro foi alocado para o orçamento de 1908–09, enquanto o segundo ficou no orçamento de 1909–10. O contrato do "G" foi firmado em 17 de setembro de 1908 sob o número de construção 200. Seu batimento de quilha ocorreu em 7 de dezembro de 1908 e foi lançado ao mar em 7 de abril de 1910. Foi comissionado em 30 de agosto de 1911 como SMS Moltke, em homenagem ao marechal de campo Helmuth von Moltke, Chefe do Estado-Maior do Exército Prussiano em meados do século XIX. O "H" foi encomendado em 8 de abril de 1909 com o número de construção 201. Seu batimento de quilha foi em 12 de agosto de 1909 e foi lançado ao mar em 28 de março de 1911. Foi comissionado em 2 de julho de 1912 como SMS Goeben, em homenagem ao general de infantaria August Karl von Goeben, que lutou na Guerra Franco-Prussiana.
| Navio  | Construtor   | Homônimo               | Batimento             | Lançamento          | Comissionamento      | Destino               |
| ------ | ------------ | ---------------------- | --------------------- | ------------------- | -------------------- | --------------------- |
| Moltke | Blohm & Voss | Helmuth von Moltke     | 7 de dezembro de 1908 | 7 de abril de 1910  | 30 de agosto de 1911 | Desmontado em 1927–29 |
| Goeben | Blohm & Voss | August Karl von Goeben | 12 de agosto de 1909  | 28 de março de 1911 | 2 de julho de 1912   | Desmontado em 1973–76 |

## Carreiras

### Moltke

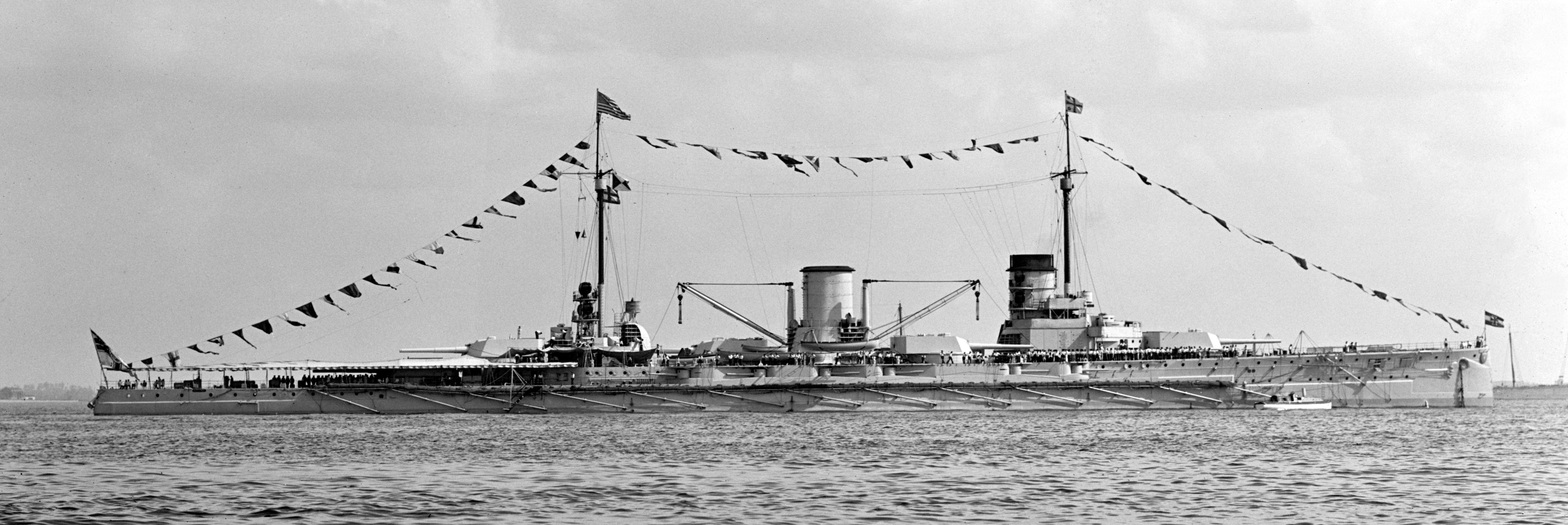
O Moltke em 1912

O Moltke substituiu o cruzador blindado SMS Roon no I Grupo de Reconhecimento em 30 de setembro de 1911. O navio e os cruzadores rápidos SMS Stettin e SMS Bremen deixaram a Alemanha em 19 de abril de 1912 para uma visita diplomática aos Estados Unidos, chegando em 30 de maio. O Moltke escoltou no início de julho o imperador para uma viagem à Rússia a bordo do iate SMY Hohenzollern. Ao voltar se tornou a capitânia do contra-almirante Franz Hipper, o comandante do I Grupo de Reconhecimento, função que exerceu até ser substituído pelo novo cruzador de batalha SMS Seydlitz em junho de 1914.
A Primeira Guerra Mundial começou no final de julho e o Moltke participou da maioria das ações realizadas pela Marinha Imperial durante o conflito, incluindo as Batalhas de Dogger Bank e Jutlândia no Mar do Norte, e também a Batalha do Golfo de Riga e Operação Albion no Mar Báltico. Também esteve envolvido em várias operações de bombardeio litorâneo contra o Reino Unido, incluindo um primeiro ataque contra Great Yarmouth, um bombardeio contra as cidades de Scarborough, Hartlepool e Whitby e depois um segundo ataque contra Great Yarmouth e também contra Lowestoft. O navio foi danificado várias vezes durante a guerra, sendo alvejado várias vezes durante a Batalha da Jutlândia e torpedeado duas vezes por submarinos em surtidas da frota.
A Alemanha foi derrotada no final de 1918 e o Moltke foi internado na base britânica de Scapa Flow junto com a maior parte da Frota de Alto-Mar à espera de uma decisão dos Aliados sobre seu destino e dos outros navios alemães. Ele foi deliberadamente afundado por sua própria tripulação em meados de 1919 junto com o resto da Frota de Alto-Mar para que não fossem tomados pela Marinha Real Britânica. Os destroços do Moltke foram reflutuados em 1927 e desmontados em Rosyth entre 1927 e 1929.

### Yavuz Sultan Selim

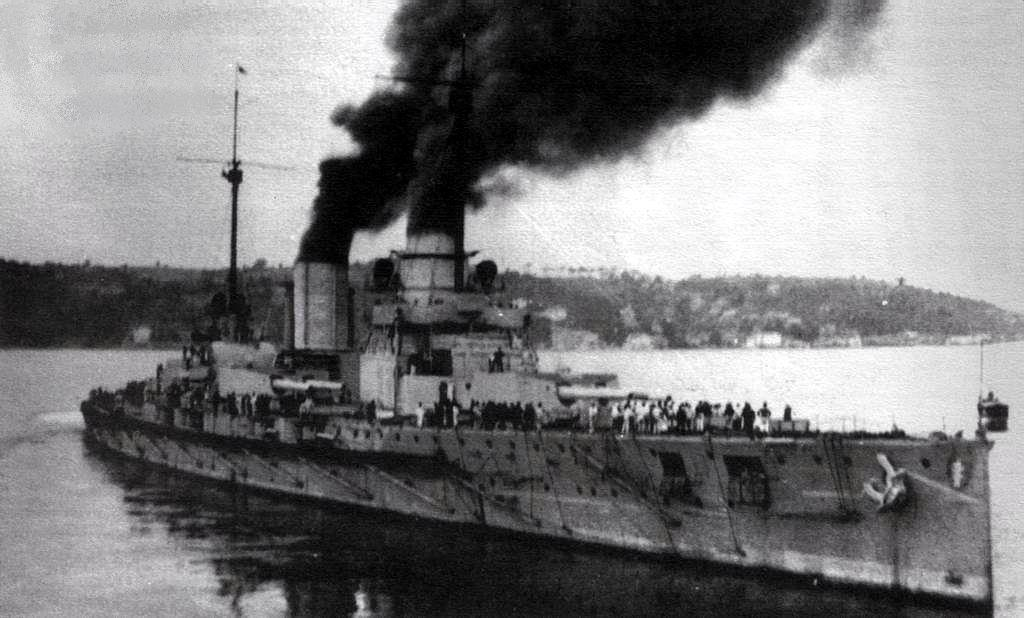
O Yavuz Sultan Selim em 1915

O Alto Comando Alemão decidiu em 1912 depois do início da Primeira Guerra Balcânica criar uma Divisão Mediterrânea em uma tentativa de exercer alguma influência na área. Esta formação seria composta pelo Goeben e pelo cruzador rápido SMS Breslau, com eles deixando a Alemanha no começou de novembro e chegando em Constantinopla mais de uma semana depois. Os dois visitaram vários portos na região, incluindo Veneza, Pola e Nápoles. A guerra terminou em maio de 1913 e foi considerado chamá-los de volta para casa, mas o começo da Segunda Guerra Balcânica um mês depois fez com que ambos permanecessem no Mar Mediterrâneo.
O contra-almirante Wilhelm Souchon, comandante da Divisão do Mediterrâneo, reconheceu no final de junho de 1914 que o início da Primeira Guerra Mundial era iminente e assim navegou para Pola a fim de realizar reparos no Goeben. Em seguida os navios receberam ordens de fugir para Constantinopla, sendo no caminho perseguidos por forças britânicas, mas conseguiram chegar em segurança em seu destino em agosto. O cruzador de batalha foi transferido para a Marinha Otomana e renomeado para Yavuz Sultan Selim, em homenagem ao sultão Selim I. Foi designado a nova capitânia da Marinha Otomana, mas manteve sua tripulação alemã. Ele bombardeou em outubro o porto russo de Sebastopol no Mar Negro e afundou um draga-minas, com o governo russo declarando guerra contra o Império Otomano, seguido dias depois por Reino Unido e França. O Yavuz Sultan Selim participou da Batalha do Cabo Saric no final do ano e bloqueou qualquer avanço de pré-dreadnoughts russos, britânicos e franceses contra o Bósforo. Embarcações mais modernas e poderosas destes dois últimos, capazes de derrotar o Yavuz Sultan Selim, não se arriscavam nas águas otomanas cheias de minas navais e submarinos.
O navio permaneceu com o Império Otomano depois da guerra e com seu estado sucessor, a Turquia. Foi renomeado para TCGYavuz em 1936 e permaneceu como a capitânia das Forças Navais Turcas até 1950, porém desde 1948 ele permaneceu praticamente estacionário em İzmit. Foi descomissionado no final de 1950 e removido do registro naval quatro anos depois. O governo turco tentou vendê-lo para que fosse transformado em um navio-museu, inclusive oferecendo-o à Alemanha Ocidental em 1963, mas sem sucesso. Foi vendido para desmontagem em 1971 e desmontado entre 1973 e 1976, tendo sido o último navio da Marinha Imperial Alemã no mundo.